# Ottappalam
Ottappalam är en stad i den indiska delstaten Kerala, och tillhör distriktet Palakkad. Folkmängden uppgick till cirka 50 000 invånare vid folkräkningen 2011. Storstadsområdet beräknades ha cirka 350 000 invånare 2018.